# کیهان: دنیاهای ممکن
سریال کیهان: دنیاهای ممکن (به انگلیسی: Cosmos: Possible Worlds) یک مستند علمی و ادامه مجموعه‌های موفق کیهان: اودیسه فضا زمان و کیهان: یک سفر شخصی ۱۳ قسمت است که در سال ۲۰۲۰ منتشر شد. آن درویان، همکار خلاق اصلی کارل ساگان، که اسناد و مدارک نمادین "Cosmos" الهام بخش این سریال بود، در کنار ست مک فارلین به عنوان تهیه‌کننده اجرایی فعالیت می‌کند.

## داستان
نیل دگراس تایسون به دنبال موفقیت فوق‌العاده موفق «کیهان: اودیسه فضا زمان»، به عنوان میزبان بازگشته است تا افشاگری‌های بیشتر علوم را به یک تجربه حمل و نقل اسراف کند و مخاطبان خود را در یک سری از سفرهای معنوی اکتشاف قرار دهد. این نمایش قلمروهای قبلاً ناشناخته، از جمله جهان‌های گمشده، جهان‌هایی که هنوز در دسترس نیست و دنیاهایی را نشان می‌دهد که ممکن است روزی انسان در آنها ساکن باشد.

## قسمت‌ها
| عدد | نام قسمت                        |
| --- | ------------------------------- |
| ۱   | نردبانی به ستاره‌ها              |
| ۲   | منطقه قابل سکونت                |
| ۳   | فقدان شهر حیات                  |
| ۴   | واویلوف                         |
| ۵   | اتصال کیهان                     |
| ۶   | مرد میلیارد دنیایی              |
| ۷   | جستجوی زندگی هوشمندانه روی زمین |
| ۸   | قربانی کاسینی                   |
| ۹   | سحر و جادو بدون دروغ            |
| ۱۰  | یک داستان از دو اتم             |